# Bystřice (Bystrzyca)
Bystřice (Bystrzyca) – stacja kolejowa w Bystrzycy w kraju morawsko-śląskim, w Czechach. Znajduje się na wysokości 345 m n.p.m.

## Historia
Stacja kolejowa została otwarta w 1871 roku gdy doprowadzono do niej kolej Koszycko-Bogumińską Wybudowano niewielki ceglany budynek mieszczący poczekalnię, kasę i pomieszczenia obsługi, znajdował się także magazyn stacyjny. Stacja została zmodernizowana w 2008 roku i posiada dwa perony i przejście podziemne oraz windę dla osób niepełnosprawnych. Dworzec wyposażono w udogodnienia dla osób niesłyszących i niewidomych. Stacja posiada dwujęzyczną nazwę, gdyż ponad 10% mieszkańców gminy to przedstawiciele mniejszości polskiej.